# Узлісся (Сарненський район)
Узлі́сся — село в Україні, у Дубровицькій міській громаді Сарненського району Рівненської області. До 2020 підпорядковувалося Бережківській сільській раді. Відповідно до Розпорядження Кабінету Міністрів України від 12 червня 2020 року № 722-р «Про визначення адміністративних центрів та затвердження територій територіальних громад Рівненської області» увійшло до складу Дубровицької міської громади.
Населення становить 298 осіб (2011).

## Географія
Площа села — 0,79 км². Поблизу села — річка Случ.Озера — Конотоп, Люсин.

### Клімат
Клімат у селі вологий континентальний («Dfb» за класифікацією кліматів Кеппена). Опадів 616 мм на рік. Найменша кількість опадів спостерігається в березні й сягає у середньому 29 мм. Найбільша кількість опадів випадає в червні — близько 90 мм. Різниця в опадах між сухими та вологими місяцями становить 61 мм. Пересічна температура січня — -5,5 °C, липня — 18,6 °C. Річна амплітуда температур становить 24,1 °C.
| Клімат Узлісся                    | Клімат Узлісся | Клімат Узлісся | Клімат Узлісся | Клімат Узлісся | Клімат Узлісся | Клімат Узлісся | Клімат Узлісся | Клімат Узлісся | Клімат Узлісся | Клімат Узлісся | Клімат Узлісся | Клімат Узлісся | Клімат Узлісся |
| Показник                          | Січ.           | Лют.           | Бер.           | Квіт.          | Трав.          | Черв.          | Лип.           | Серп.          | Вер.           | Жовт.          | Лист.          | Груд.          | Рік            |
| Середній максимум, °C             | −2,5           | −1,3           | 3,4            | 12,4           | 19,3           | 22,9           | 23,9           | 23,1           | 18,3           | 11,9           | 4,8            | 0,0            | 11,3           |
| Середня температура, °C           | −5,5           | −4,5           | −0,3           | 7,5            | 13,7           | 17,5           | 18,6           | 17,6           | 13,3           | 7,9            | 2,3            | −2,5           | 7,1            |
| Середній мінімум, °C              | −8,5           | −7,7           | −3,9           | 2,7            | 8,2            | 12,1           | 13,3           | 12,2           | 8,4            | 3,9            | −0,2           | −5             | 3,0            |
| Норма опадів, мм                  | 37             | 30             | 29             | 43             | 57             | 90             | 82             | 64             | 57             | 44             | 41             | 42             | 616            |
| --------------------------------- | -------------- | -------------- | -------------- | -------------- | -------------- | -------------- | -------------- | -------------- | -------------- | -------------- | -------------- | -------------- | -------------- |
| Джерело: Climate-Data.org (англ.) |                |                |                |                |                |                |                |                |                |                |                |                |                |

## Історія
Село засноване 1926 року. У роки Другої світової війни деякі мешканці села долучилися до національно-визвольної боротьби в лавах УПА та ОУН. Загалом встановлено 6 жителів села, які брали участь у визвольних змаганнях, з них 4 загинуло, 1 було репресовано.
Відповідно до прийнятої в грудні 1989 року постанови Ради Міністрів УРСР село занесене до переліку населених пунктів, які зазнали радіоактивного забруднення внаслідок аварії на Чорнобильській АЕС, жителям виплачувалася грошова допомога. Згідно з постановою Кабінету Міністрів Української РСР, ухваленою в липні 1991 року, село належало до зони гарантованого добровільного відселення. На кінець 1993 року забруднення ґрунтів становило 1,4 Кі/км² (137Cs + 134Cs), молока — 5,36 мКі/л (137Cs + 134Cs), картоплі — 0,6 мКі/кг (137Cs + 134Cs), сумарна доза опромінення — 145 мбер, з якої: зовнішнього — 18 мбер, загальна від радіонуклідів — 127 мбер (з них Cs — 125 мбер, Sr — 1 мбер).

## Населення
Станом на 1 січня 2011 року населення села становить 298 осіб. Густота населення — 422,78 особи/км².
Згідно з переписом УРСР 1989 року чисельність наявного населення села становила 344 особи, з яких 167 чоловіків та 177 жінок. На кінець 1993 року в селі мешкало 342 жителів, з них 102 — дітей.
За переписом населення України 2001 року в селі мешкало 335 осіб. 100 % населення вказало своєю рідною мовою українську мову.

### Вікова і статева структура
Структура жителів села за віком і статтю (станом на 2011 рік):
| Вік   | Чоловіків | Жінок | Разом |
| ----- | --------- | ----- | ----- |
| 0-17  | 43        | 29    | 72    |
| 18-39 | 64        | 43    | 107   |
| 40-59 | 27        | 35    | 62    |
| 60+   | 19        | 38    | 57    |
| Разом | 153       | 145   | 298   |

### Соціально-економічні показники
| Працездатне населення | Працездатне населення | Працездатне населення | Працездатне населення | Працездатне населення | Працездатне населення | Непрацездатне населення | Непрацездатне населення | Непрацездатне населення | Непрацездатне населення | Непрацездатне населення | Непрацездатне населення | Все населення |
| Чоловіки              | Чоловіки              | Жінки                 | Жінки                 | Разом                 | Разом                 | Чоловіки                | Чоловіки                | Жінки                   | Жінки                   | Разом                   | Разом                   | 298           |
| ос.                   | %                     | ос.                   | %                     | ос.                   | %                     | ос.                     | %                       | ос.                     | %                       | ос.                     | %                       | 298           |
| --------------------- | --------------------- | --------------------- | --------------------- | --------------------- | --------------------- | ----------------------- | ----------------------- | ----------------------- | ----------------------- | ----------------------- | ----------------------- | ------------- |
| 92                    | 30                    | 73                    | 245                   | 165                   | 55                    | 19                      | 6                       | 43                      | 14                      | 62                      | 20                      | 298           |

| Зайняті  | Зайняті  | Зайняті | Зайняті | Зайняті | Зайняті | Безробітні | Безробітні | Безробітні | Безробітні | Безробітні | Безробітні | Все населення |
| Чоловіки | Чоловіки | Жінки   | Жінки   | Разом   | Разом   | Чоловіки   | Чоловіки   | Жінки      | Жінки      | Разом      | Разом      | 298           |
| ос.      | %        | ос.     | %       | ос.     | %       | ос.        | %          | ос.        | %          | ос.        | %          | 298           |
| -------- | -------- | ------- | ------- | ------- | ------- | ---------- | ---------- | ---------- | ---------- | ---------- | ---------- | ------------- |
| 174      | 9        | 182     | 10      | 356     | 19      | 427        | 22         | 296        | 15         | 723        | 38         | 298           |

| Дорослі | Діти | Пенсіонери | Інваліди Німецько-радянської війни | Учасники бойових дій | Інваліди всіх груп і категорій | Люди, які обслуговуються служб. соц. допом. на дому | Неповні сім'ї | Діти з неповних сімей | Багатодітні сім'ї | Діти з багатодітних сімей | Діти-інваліди | Діти-сироти | Одинокі багатодітні матері |
| ------- | ---- | ---------- | ---------------------------------- | -------------------- | ------------------------------ | --------------------------------------------------- | ------------- | --------------------- | ----------------- | ------------------------- | ------------- | ----------- | -------------------------- |
| 129     | 95   | 47         | -                                  | -                    | 24                             | -                                                   | 1             | 1                     | 13                | 42                        | -             | 7           | 2                          |

## Політика

### Органи влади
До 2020 року місцеві органи влади були представлені Бережківською сільською радою.

### Вибори
Село входить до виборчого округу № 155. У селі розташована виборча дільниця № 560254. Станом на 2011 рік кількість виборців становила 218 осіб.

## Культура
У селі працює Узліський сільський клуб на 70 місць.

## Освіта
У селі діє Узліська загальноосвітня школа І-ІІ ступенів. У 2011 році в ній навчалося 38 учнів (із 120 розрахованих) та викладало 13 учителів.

#### Офіційні дані та нормативно-правові акти
- Паспорт Дубровицького району (станом на 1 січня 2011 року) (doc). Дубровицька районна рада. Архів оригіналу за 10 лютий 2015. Процитовано 16 жовтня 2019.